# Lubuk Dendang
Lubuk Dendang is een bestuurslaag in het regentschap Serdang Bedagai van de provincie Noord-Sumatra, Indonesië. Lubuk Dendang telt 1276 inwoners (volkstelling 2010).